# Кашкарівка
Кашкарі́вка — село в Україні, у Новопокровській селищній громаді Дніпровського району Дніпропетровської області. Населення — 31 мешканець.

## Географія
Село Кашкарівка знаходиться на відстані 1 км від села Миколо-Мусіївка і за 2,5 км від села Миропіль. Селом протікає річка Балка Березняги.

## Населення

### Мова
Розподіл населення за рідною мовою за даними перепису 2001 року:
| Мова       | Відсоток |
| ---------- | -------- |
| українська | 96,8 %   |
| російська  | 3,2 %    |

## Інтернет-посилання
- Погода в селі Кашкарівка [Архівовано 7 Червня 2016 у Wayback Machine.]

1. ↑  Рідні мови в об'єднаних територіальних громадах України — Український центр суспільних даних